# Пак (реслер)
Бенджамін Саттерлі (англ. Benjamin Satterley, нар. 22 серпня 1986, Ньюкасл-апон-Тайн, Анґлія, Сполучене Королівство) — професійний британський реслер який нині виступає на теренах США на підготовчому майданчику NXT. За час перебування на NXT він став дворазовим командним чемпіоном NXT та одного разу — Чемпіоном NXT. Саме цей титул він протримав протягом 287 днів що робить його скутком найкращим в історії NXT. Окрім цього він перший хто в різний час тримав два головних чоловічих титули бренду — титули командного чемпіонства та головний титул чемпіона. Виступає під іменами Пак та Адріан Невілл чи ж просто Невілл.
Саттерлі завдяки його повітряному стилю ведення бою отримав прізвисько «Хлопець який забув про ґравітацію». Свою кар'єру розпочав у Північно-Східній Англії з виступів у невеличких проуціях. Здобувши місцеве визнання почав виступати на великих аренах Британії як Real Quality Wrestling та One Pro Wrestling а згодом переїздить на терени США де в його послугах були зацікавлені промоуції як: Pro Wrestling Guerrilla (PWG), Ring of Honor, Chikara, NXT, WWE та японський Dragon Gate.

## Реслінґ
- Фінішери
  - Як Адріан Невілл
    - Imploding 450° splash
    - Red Arrow

- Улюблені прийоми
  - Як Адріан Невілл
  - Сплеск 450°
  - Драґонрана
  - Задній стрибок що переходить у Торнадо ДДТ
  - Варіації ударів
    - Дроп
    - Ензиґірі

- Музичний супровід
  - "Evolution: Enter the New World" від Fear та Loathing in Las Vegas (Dragon Gate/NJPW)
  - ""Faceless" від Left With Tomorrow (NXT; 2013)
  - ""Flash Burn" від Daniel Holter and Kyle White (NXT; 2014)
  - ""Break Orbit" від CFO$ (NXT/WWE; 2014–нинішній час)